# Jan Smit
Pour les articles homonymes, voir Smit.
Ne doit pas être confondu avec Jan Smit (paléontologue).
Jan Smit, né le 31 décembre 1985  à Volendam, est un chanteur, auteur-compositeur et présentateur néerlandais. Il a connu plusieurs grands succès aux Pays-Bas et en Flandre dont : Ik zing dit lied voor jou alleen (1997), Als de morgen is gekomen (2006) et Echte vrienden (2012). Il a aussi connu des succès en Allemagne, en Autriche et en Suisse avec ses chansons en allemand. Il est un membre des groupes De Toppers et KLUBBB3. 
En plus, il est connu comme présentateur des émissions néerlandaises Beste Zangers, Nationaal Songfestival et le Gouden Televizier-Ring Gala, et comme commentateur néerlandais du Concours Eurovision de la chanson. Il est désigné à la présentation du Concours Eurovision de la chanson 2020, devant se dérouler à Rotterdam à la suite de la victoire de Duncan Laurence en 2019. Après l'annulation de cette compétition, il est maintenu pour co-présenter le concours en 2021.